# Pompeiana
Pompeiana – miejscowość i gmina we Włoszech, w regionie Liguria, w prowincji Imperia.
Według danych na rok 2004 gminę zamieszkuje 830 osób, 166 os./km².